# Hyundai ix20
Le Hyundai ix20 est un minispace produit par  constructeur automobile Sud coréen Hyundai Motor de 2010 à 2018. Cousin du Kia Venga, il remplace le Matrix.

## Histoire
Plutôt que d'investir la catégorie des monospaces qui se vend le mieux, celle des compacts, Hyundai a préféré y aller de son interprétation du minispace. À l'instar des Ford B-Max et Opel Meriva, l'ix20 reprend un profil monocorps, mais il préfère des ouvrants arrière classiques. Techniquement proche de l'i20, il en reprend le bloc 1.4 CRDi de 90 ch, mais complète sa gamme avec des moteurs plus puissants que ceux d'une citadine. En diesel, il a ainsi droit au 1.6 CRDi de 115 ch, tandis que les amateurs de sans-plomb se rabattront sur les 1.4 de 90 ch et 1.6 de 125 ch.
Comme sur son cousin, le Kia Venga, ce dernier moteur peut, désormais, être couplé à une boîte manuelle à six vitesses en plus de l'automatique. Pas très sexy et proposé à des tarifs relativement élevés (comptez plus de 19 400 euros pour le moins cher des diesels), l'ix20 possède toutefois un atout majeur : sa garantie de cinq ans, sans limitation de kilométrage, cessible en cas de revente.

### Restylage
Ce printemps 2015, l'ix20 profite d'un léger restylage qui va au plus simple. En effet, seuls la calandre, les projecteurs, les jantes et les feux arrière, désormais éclairés par des LED, évoluent sur le plan esthétique. Le tout donne un habillage un peu plus moderne complété par des nouvelles teintes de carrosserie.
À l'intérieur, service minimum également avec un nouvel autoradio non multimédia pour les finitions d'entrée de gamme et un levier de vitesse de boîte automatique plus moderne, emprunté aux autres modèles du constructeur. La finition Executive est la seule à intégrer en série le système multimédia avec GPS Europe et caméra de recul. Les motorisations du minispace sont allégées (parfois selon les prix), il y a moins de malus, et elles passent à l'Euro 6.

## Motorisations
1.4 common rail turbo 16 soupapes 78 CV ou 90 CV.

## Succession
En octobre 2017, le ix20 est remplacé par un SUV urbain, le Hyundai Kona.

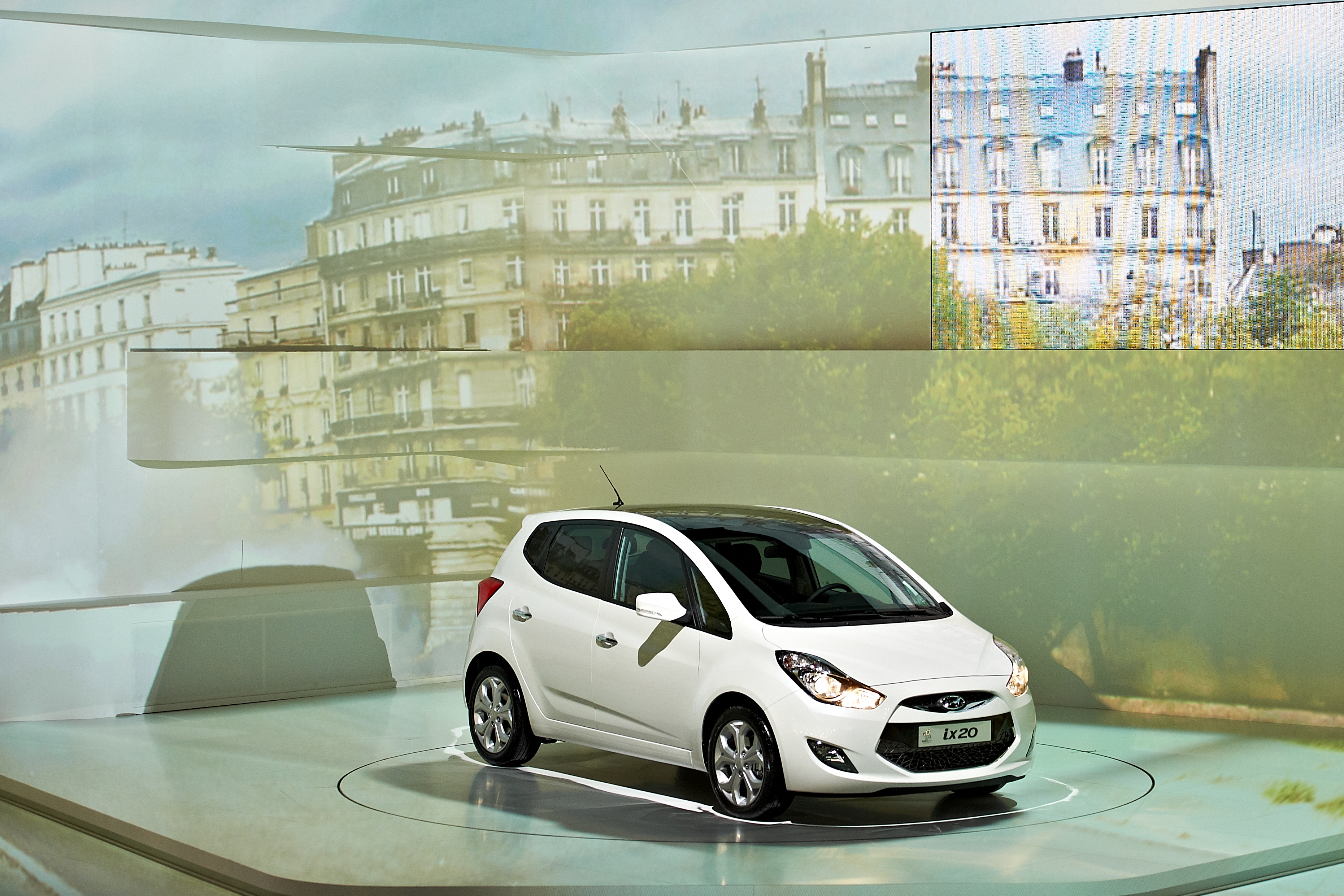
Hyundai ix20 au Mondial de l'automobile de Paris.

## Liens